# Die Prinzen
Die Prinzen – niemiecka grupa pop, założona w 1991 roku (wcześniej, od 1987 roku, jako Die Herzbuben) w Lipsku przez byłych członków chóru protestanckiego kościoła św. Tomasza, gdzie Johann Sebastian Bach był przez wiele lat kantorem. W skład grupy wchodzą Tobias Künzel (śpiew), Matthias Dietrich (gitara basowa), Sebastian Krumbiegel (śpiew), Wolfgang Lenk (śpiew), Jens Sembdner (śpiew), Henri Schmidt (śpiew) i Ali Zieme (perkusja). Najbardziej znane piosenki zespołu to „Millionär“, „Mein Fahrrad“, „Alles nur geklaut“ i „Du mußt ein Schwein sein“.

## Skład
- Sebastian Krumbiegel (ur. 5 czerwca 1966) – śpiew, klawiatura
- Tobias Künzel (ur. 26 maja 1964) – śpiew, gitara, klawiatura
- Wolfgang Lenk (ur. 4 września 1966) – śpiew, klawiatura, gitara
- Jens Sembdner (ur. 20 stycznia 1967) – śpiew, klawiatura
- Henri Schmidt (ur. 17 sierpnia 1967) – śpiew
- Mathias Dietrich (ur. 24 listopada 1964) – bas
- Alexander „Ali” Zieme (ur. 23 marca 1971) – perkusja

## Dyskografia
Albumy studyjne
- 1991: Das Leben ist grausam
- 1992: Küssen verboten
- 1993: Alles nur geklaut
- 1995: Schweine
- 1996: Alles mit’m Mund
- 1999: So viel Spaß für wenig Geld
- 2001: D
- 2003: Monarchie in Germany
- 2004: HardChor
- 2008: Die neuen Männer
- 2015: Familienalbum